# Castorocauda lutrasimilis
Castorocauda lutrasimilis (còn gọi là "hải ly kỷ Jura") là tên gọi khoa học của một loài động vật nhỏ, họ hàng sống bán thủy sinh của thú sống vào giữa kỷ Jura, khoảng 164 triệu năm trước, tìm thấy trong các trầm tích đáy hồ của lớp Đạo Hổ Câu (có thể là thành viên của thành hệ Cửu Long Sơn) tại huyện Ninh Thành, Xích Phong, Nội Mông Cổ. Nó đã chuyên biệt hóa cao, với các thích nghi đã tiến hóa hội tụ với những loài động vật có vú hiện đại sống bán thủy sinh như hải ly, rái cá và thú mỏ vịt. Nó to lớn hơn bất kỳ loài động vật có vú cùng thời nào đã biết.

## Phân loại
Castorocauda được phần lớn các tác giả (Quý và ctv., 2006) coi không phải là động vật có vú. Về mặt kỹ thuật, miêu tả theo nhánh học, định nghĩa của động vật có vú là nhóm chứa tổ tiên gần đây nhất của mọi loài động vật có vú còn sinh tồn (bao gồm cả thú đơn huyệt (bộ Monotremata), thú có nhau thai (cận lớp Eutheria) và thú có túi (cận lớp Marsupialia)) cùng các hậu duệ của chúng. Castorocauda là thành viên của bộ Docodonta, một nhóm đã tuyệt chủng hoàn toàn của Mammaliaformes, hay tiền-động vật có vú. Nó không có hậu duệ hiện đại nào đã biết.
Mục đích quan trọng của các nhà cổ sinh vật học là dò dấu vết về nguồn gốc và sự tiến hóa của những đặc trưng nhất định. Các đặc trưng giải phẫu cứng như răng và xương bảo tồn tốt trong các hồ sơ hóa thạch và là nguồn chủ yếu của thông tin về việc các động vật hóa thạch có quan hệ như thế nào với các đối tác hiện đại của chúng. Các đặc trưng giải phẫu mềm như nội tạng không phải lúc nào cũng được bảo tồn.
Phát hiện về hóa thạch được thực hiện năm 2004 trong các tầng giàu hóa thạch của tỉnh Liêu Ninh, Trung Quốc; nó được thông báo trong tạp chí Science bởi một tổ các nhà khoa học quốc tế do Quý Cường từ Đại học Nam Kinh dẫn đầu. Hóa thạch của Castorocauda được bảo tồn tốt đến mức đặc trưng quan trọng của giải phẫu mềm của nó— lông thú— còn được bảo tồn. Lông thú hiện diện ở mọi động vật có vú hiện đại và vì thế có giả định rằng, theo nguyên tắc tiết kiệm tối đa, thì nó phải hiện diện ở mọi dạng động vật có vú thật sự đã hóa thạch. Sự hiện diện của lông thú ở Castorocauda chỉ ra rằng nó không chỉ hiện diện ở động vật có vú, mà còn hiện diện ở các họ hàng gần nhất của chúng, nhóm Docodonta. Trên thực tế, lông thú ở nó dường như là một bộ lông thú dày rất phát triển, bao gồm cả lông ngoài thô ráp và lông mao mịn màng.
Các sỏi thính giác nhỏ của tai giữa và các khu vực gắn liền cũng được bảo tồn tốt ở hóa thạch Castorocauda này. Các đặc trưng của các xương này xác nhận vị trí tiến hóa của Docodonta là có quan hệ họ hàng với thú thật sự ít gần gũi hơn khi so với Hadrocodium, nhưng là gần gũi hơn khi so với các dạng Mammaliaformes khác như Morganucodon và Sinoconodon.
Trong nhóm Docodonta, Castorocauda dường như có quan hệ họ hàng với Krusatodon và Simpsonodon, cả hai đều là động vật dạng thú ở châu Âu. Điều này có thể là chứng cứ cho rằng châu Âu và châu Á đã trải qua sự trao đổi quần động vật trong thời kỳ Trung Jura. Hai châu lục này có thể sau đó đã bị tách biệt bởi eo biển Turgai.

## Thích nghi với nước
Tên gọi Castorocauda lutrasimilis có nguồn gốc từ tiếng La tinh castor- nghĩa là "hải ly", -"cauda" nghĩa là "đuôi", lutra nghĩa là "rái cá" và similis nghĩa là "tương tự như". Đuôi của nó rộng với các vảy rải rác với lông mọc lên ít thường xuyên hơn tại chỏm đuôi. Về tổng thể nó rất giống như đuôi của hải ly hiện đại và được giả định là dùng để chuyển động trong nước theo kiểu tương tự như hải ly. Các đốt xương đuôi dẹt theo chiều lưng-bụng và về tổng thể giống như ở hải ly hay rái cá. Các dấu vết hóa thạch của một số màng chân cũng hiện diện giữa các ngón.
Các đặc trưng của các chi gợi ý rằng nó có thể đã thích nghi với việc đào bới. Các chi trước to lớn, với mấu khuỷu và các mấu khác phình to gắn liền với cơ khỏe. Các chi tương tự như ở thú mỏ vịt hiện đại, một dạng thú vừa có thể bơi vừa có thể đào bới. Castorocauda, Haldanodon và có lẽ cả các loài Docodonta khác là động vật đào bới. Những chuyên biệt hóa sớm này cũng hiện diện ở động vật có vú thật sự thời kỳ đầu và độc đáo là chi Fruitafossor.
Docodonta nói chung có các răng khác biệt và răng của Castorocauda có các đặc trưng phân biệt của nhóm này. Tuy nhiên, răng của Castorocauda là khác biệt nhiều so với các loài Docodonta khác, có thể là do khác biệt trong loại thức ăn. Phần lớn các loài Docodonta có răng chuyên biệt hóa để ăn tạp. Răng của Castorocauda gợi ý rằng nó là động vật ăn cá, với thức ăn là cá và các động vật không xương sống nhỏ khác. Hai răng hàm đầu tiên có ác chỏm thành hàng thẳng, loại bỏ chức năng nghiền, gợi ý rằng chúng chỉ dùng để kẹp thay vì nhai. Đặc trưng này của các chỏm răng thành hàng là tương tự như điều kiện tổ tiên ở các họ hàng của động vật có vú (như thấy ở nhóm Triconodonta), nhưng gần như chắc chắn là đặc trưng dẫn xuất ở Castorocauda. Các răng hàm đầu tiên này cũng uốn cong ngược lại theo kiểu được thiết kế để giữ con mồi khó nắm giữ khi tóm được. Các răng này là rất giống như răng ở Mesonychia, một nhóm đã tuyệt chủng chứa các loài động vật móng guốc và ăn thịt sống bán thủy sinh, và tương tự nhưng ở mức độ ít hơn với răng của hải cẩu.
Công thức bộ răng hoàn hảo là không thể phục hồi, nhưng hàm dưới có 4 răng cửa, 1 răng nanh, 5 răng tiền hàm và 6 răng hàm.
Loài động vật này có lẽ cân nặng khoảng 500-800 gam (1-2 pao) và dài ít nhất 42,5 cm (17 inch). Điều này làm cho nó trở thành dạng Mammaliaformes (kể cả động vật có vú thật sự) lớn nhất của kỷ Jura. Loài nắm giữ kỷ lục trước đó là Sinoconodon được cho là nặng tới 500 g.

## Chứng cứ hóa thạch
Hóa thạch tìm thấy trong thành hệ Cửu Long Sơn tại khu vực Nội Mông Cổ của Trung Quốc. Các hóa thạch của các dạng như thằn lằn có cánh (Pterosauria), động vật lưỡng cư thân nhẵn (Lissamphibia), khủng long nhóm Coelurosauria và nhiều động vật không xương sống cũng đã từng được khai quật trong cùng một thành hệ.
Nó được Quý Cường (季强, Ji Qiang) và Chong Xi Yuan của Viện Hàn lâm Khoa học Địa chất Trung Quốc tại Bắc Kinh và Lạc Trạch Hỉ (骆泽喜, Luo Zhe Xi) cùng Alan Tabrum của Viện Bảo tàng Lịch sử Tự nhiên Carnegie phát hiện và miêu tả.

## Tầm quan trọng của phát hiện
Phát hiện của Castorocauda lutrasimilis là dấu hiệu đầu tiên cho thấy họ hàng gần của động vật có vú đã thích nghi với nước trước khi khủng long đánh mất sự thống trị khoảng 65 triệu năm trước, đẩy lùi niên đại ước tính cho các họ hàng của động vật có vú đã thích nghi với kiểu sống bán thủy sinh vào khoảng thêm 110 triệu năm nữa. Dựa trên các hóa thạch hiện đã biết, dòng dõi động vật có vú không thể thấy dạng bán thủy sinh nào khác đã tiến hóa cho tới tận thế Eocen. Do rất ít các dấu tích hóa thạch được tìm thấy, trước đây người ta cho rằng, cho tới tận ranh giói K-T (ranh giới giữa kỷ Phấn trắng và kỷ đệ Tam, khoảng 65,5 ± 0,3 triệu năm trước), mọi động vật có vú đều nhỏ xíu, sống trên mặt đất hay trên cây, kiếm ăn ban đêm, tương tự như chuột chù (họ Soricidae), nhím gai (phân họ Erinaceinae), chuột chù cây (bộ Scandentia) hay nhím Madagascar (họ Tenrecidae). Khái niệm này hiện nay đã bị coi là sai lầm với các nhóm tương tự như tatu là Fruitafossor, nhóm ăn thịt khủng long là Repenomamus, nhóm tương tự như sóc bay là Volaticotherium và hiện nay là nhóm tương tự như rái cá là Castorocauda.